# Idépolitik
Idépolitik är de politiska idéer som beskrivs i politiska partiers partiprogram, idéprogram, principprogram och dylikt, dock ej i handlingsprogram (jämför sakpolitik), och som sedan debatteras utifrån en mer principiell ståndpunkt och inte med så mycket relevans för lösandet av ett konkret politiskt problem eller dagspolitisk frågeställning. Partiernas idépolitik vilar i allmänhet på partiernas respektive ideologier. Vissa politiska partier beskriver sig som intressepartier, och termen idépolitik får då betydligt mindre intresse.